# Publius Cornelius Scipio Nasica Corculum
Publius Cornelius Scipio Nasica Corculum war ein republikanischer Politiker, Jurist und Senator.
Scipio war Sohn des Nasica. Nachdem er 169 v. Chr. das Amt des kurulischen Ädilen bekleidet hatte, wurde er 165 v. Chr. Prätor. Er war 162 und 155 v. Chr. Konsul, 159 v. Chr. Censor, 150 v. Chr. Pontifex maximus, 147 und 142 v. Chr. Princeps senatus. Er soll ein ausgesprochener Kenner des zivilen und sakralen Rechts gewesen sein. In seinem zweiten Konsulat unterwarf er die Delmaten (siehe Dalmatia). Als Gegner Catos opponierte er gegen die Zerstörung Karthagos.
Sein Sohn war Publius Cornelius Scipio Nasica Serapio.